# أوقست بولي
أوقست بولي (بالألمانية: August Friedrich Pauly)‏ (و. 1796 – 1845 م) هو لغوي، وعالم لغوي كلاسيكي من ألمانيا . ولد في Benningen am Neckar .
توفي في شتوتغارت .

## التعليم
تعلم في جامعة توبنغن

## أعمال بارزة
من أهم أعماله:
- Paulys Realenzyklopädie der klassischen Altertumswissenschaft.

## روابط خارجية
- أوقست بولي على موقع الموسوعة البريطانية (الإنجليزية)